# Larry Grantham
Larry Grantham (Crystal Springs, Mississippi, 16 de setembro de 1938 – 17 de junho de 2017) foi um jogador profissional de futebol americano estadunidense.

## Carreira
Larry Grantham foi campeão do Super Bowl III jogando pelo New York Jets.